# Бишофитотерапия
Бишофитотерапия — направление физиотерапии в России, Украине, Беларуси, Литве, заключающееся в прикладывание компрессов с раствором хлорида магния к пораженным артритом суставам. В США и Европе метод считается альтернативной медициной, научного обоснования и механизма действия не имеет.

## Бишофит
Бишофит (MgCl2•6H2O) — это ископаемая смесь минералов, представляющий собой концентрированный хлоридно-магниевый рассол, с содержанием натрия, калия, брома, йода в различных пропорциях, зависящих от месторождения. Впервые минерал был открыт в 1887 году немецким геологом Карлом-Кристианом Оксениусом и назван в честь его коллеги, другого немецкого геолога Карла Густава Бишофа (Gustav Bischof). По происхождению является концентратом морской соли.
Добывают морскую соль (бишофит) способом Подземное выщелачивание // Большая советская энциклопедия : [в 30 т.] / гл. ред.  А. М. Прохоров. — 3-е изд. — М. : Советская энциклопедия, 1969—1978. минерального пласта водой. Применяется для производства строительных материалов, обработки растений и семян, при добыче нефти, в химической промышленности, как противогололедный реагент.
Впервые в СССР месторождение морской соли (бишофит) было открыто в 1964 г. под Волгоградом. Журнал «Здоровье» пишет, что применяя концентрированный раствор морской соли для приготовления бурильного раствора геологи заметили, что при его попадании на руки, ноги, другие части тела ослабевают явления радикулита. Зав. отделом ВолгоградНИПИнефти Н. П. Гребенников стал инициатором продвижения бишофита в качестве лекарства. Он неоднократно обращался в Минздрав СССР, в итоге добился проведения испытания. В то время в СССР ещё не были известны современные принципы доказательной медицины, поэтому эксперимент проводился без рандомизации (случайного распределения пациентов по группам), двойного ослепления (когда ни пациент, ни исследователь не знает, что применяется у каждого отдельного пациента: плацебо или тестируемое вещество), а в контрольной группе вместо плацебо применялись йодо-бромные ванны. В результате у большинства 200 больных остеохондрозом и артрозом и также у 100 больных контрольной группы было зафиксировано улучшение (уменьшение боли или увеличение амплитуды движений больных суставов в журнале не уточняется). О снижении боли или увеличении амплитуды движений у больных в долгосрочной перспективе информации нет. В соответствии с современными методами исследований, вероятность субъективных ошибок в таком испытании очень высока, больные могли испытать на себе эффект плацебо, исследователи могли трактовать результаты в желаемую сторону. При проведении экспериментов на крысах, было выявлено изменение уровня интерлейкина, Т-лимфоцитов, активированных Т-клеток, В-лимфоцитов, соотношение уровня Т-хелперов и цитотоксических Т-лимфоцитов, по результатам был сделан вывод о возможном применении жёлтой глины с бишофитом при реабилитации пациентов с заболеваниями опорно-двигательного аппарата. В 2002 году препарат был занесён в раздел «прочие (местные) противовоспалительные средства» справочника лекарственных препаратов Машковского. В справочнике предлагается погреть кожу синей лампой и повтирать раствор соли или приложить к больному суставу или пояснице компресс с раствором морской соли. О механизме проникновения препарата в сустав и механизме действия морской соли в случае попадания в сустав информации в справочнике нет.
В 1992 году было открыто месторождение морской соли (бишофит) под Полтавой (Украина). Началась добыча и переработка. Оказалось, что состав и происхождение его отличаются от Волгоградского:
- глубиной залегания (более 2,5 км против 1,1 км)
- большим процентом йодо-бромных солей и микроэлементов
- способом добычи и технологией переработки

Другие месторождения расположены практически на поверхности или залегают на глубине до 1,5 км (Россия, Туркменистан).
Сторонники «бишофитотерапии» приписывают раствору морской соли (бишофит) лечебные свойства, связанные с возможным, по их мнению, общетонизирующим, антибактериальным, спазмолитическим, противовоспалительным действиями.
Количественный состав основных компонентов:
- магний — до 100 г/л
- калий — 5 г/л
- кальций — до 3 г/л
- бром — до 3000 мг/л
- йод- до 50 мг/л.

Общая минерализация — до 400 г/л.

## Исследования
Об использовании электрофореза бишофита в лечении заболеваний желчевыводящих путей писал О. В. Катюхин, НИИ гигиены и медицинской экологии г. Киев (2002—2004) подтвердил безопасность бишофита для наружного применения, Харьковской медицинской академией последипломного образования(2005—2007) рекомендовано использование методов — фонофореза и магнитофореза Полтавского бишофита.
Однако механизм действия процедур электрофореза, фонофореза, магнитофореза псевдонаучен. Опубликованное письмо хирурга-ортопеда из Калифорнийского университета в Лос-Анджелесе в редакцию журнала «Клинический журнал боли» с критикой предположительного механизма действия электро- и фонофореза и эффективность этих процедур для насыщения лекарственным веществом целевой зоны глубоко в тканях тела не подтверждена клиническими исследованиями.
С 2002 г. бишофит изучается Украинским НИИ медицинской реабилитации и курортологии. Клинические испытания проведенные этим институтом, касаются возможного применения Полтавского бишофита при некоторых заболеваниях: хронического обструктивного заболевания легких, заболевания желудка.
Однако на официальном сайте Всемирной организации здравоохранения отсутствуют рекомендации по лечению хронического обструктивного заболевания легких минеральной водой в общем и минеральной водой с бишофитом в частности. ВОЗ рекомендует кортикостероиды при обострениях ХОБЛ. Так как Всемирная организация здравоохранения в своих рекомендациях использует наиболее доказанные методы лечения, это говорит о том, что, возможно, использование минеральной воды с бишофитом недостаточно подтверждено качественными рандомизированными контролируемыми испытаниями для того чтобы его рекомендовать при ХОБЛ.

## О свойствах химических элементов, составляющих морскую соль (бишофит)
Сторонники лечения морской солью (бишофитом) также выдвигают идеи о предполагаемом транскутантном (чрескожном) впитывании морской соли в организм, однако это противоречит современным научным сведениям о обмене веществ тканей человеческого тела с окружающей средой. Так хлорид магния должен пройти к целевой зоне (например пораженному артрозом суставу) минуя клеточные мембраны, органеллы, щелевые контакты, транспортные белки и кровеносные сосуды.
Так как раствор морской соли через кожу не проникает, так что если необходимо чтобы элементы её составляющие попали внутрь организма, то её можно пить, однако следует помнить, что чрезмерное употребление соли дает нагрузку на почки по её выведению. Например моряки в плавании, обычно не пьют морскую воду, а берут с собой пресную, для питья и приготовления пищи.
Если при обследовании пациента врач обнаруживает у пациента дефицит одного из элементов составляющих морскую соль, например: натрия, магния, калия, брома, йода, то обычно назначает прием таблетированных добавок к пище, содержащих недостающий минерал. Пить морскую воду или раствор морской соли обычно не назначают, так как её состав отличается в разных месторождениях добычи и трудно контролировать суточную дозу приема различных элементов её составляющих, чтобы избежать дефицита или передозировки минеральных веществ. Втирать раствор соли в кожу при дефиците минералов также не является общепринятым лечением, если врач не является сторонником «бишофитотерапии».

## Методики применения морской соли (бишофита)
- Аппликации (обертывания)
- Прогревания
- Компрессы
- Массаж Массаж (втирание геля из морской соли в кожу) как метод «бишофитотерапии»

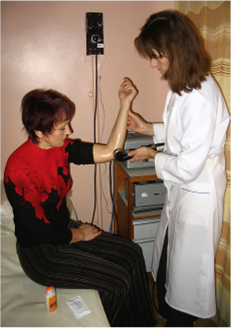
Фонофорез (распределение по коже ультразвуковой насадкой геля из морской соли) как метод «бишофитотерапии»

- Местные ванночки
- Общие ванны
- Электрофорез

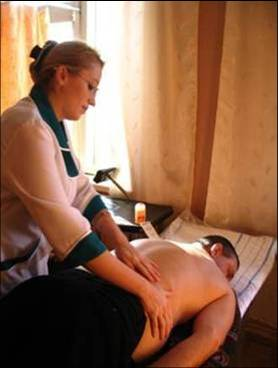
Массаж (втирание геля из морской соли в кожу) как метод «бишофитотерапии»

- ФонофорезФонофорез (распределение по коже ультразвуковой насадкой геля из морской соли) как метод «бишофитотерапии»
- Магнитофорез

## Заявленные показания
Сторонники бишофитотерапии заявляют, что бишофитную минеральную воду можно применять при проблемах опорно-двигательного аппарата (ДОА, артриты, миозиты, РА, болезнь Бехтерева, остеохондроз позвоночника, пяточная шпора и др) — компрессы, массаж, прогревания с озокеритом, электротерапия, ванны. Однако исследования не подтверждают эффективность такого лечения;

## Противопоказания
Противопоказания: общие противопоказания к проведению физиотерапевтических процедур: заболевания в острой стадии, онкологические заболевания, заболевания кожи в области воздействия.

## Побочные действия
Побочные действия: крайне редкие случаи аллергических реакций на морскую соль (бишофит) или её компоненты (бром, йод).